# ثيودورا (القرن السادس)
ثيودورا (بالإغريقية: Θεοδώρα) (باليونانية: Θεοδώρα) (ولدت في منبج في عام 500.) هي  إمبراطورة حكمت الإمبراطورية البيزنطية في الفترة ما بين 9 أغسطس 527 – 28 يونيو 548. وهي زوجة الإمبراطور جستينيان الأول.

## حياتها

مقطع من موزاييك القديسة ثيودورا وحاشيتها.

كانت ثيودرا زوجة جستنيان. كانت في الأصل ممثلة بسيطة، يفوق جمالها مواهبها في الفن المسرحي. فوقع جستنيان في حبها - كما كان يمكن أن يفعل سائر الرجال. فلما أصبح إمبراطوراً سنة 527 م، بات لها سلطة قوية عليه. وطوال السنوات العشرين التي تلت، سيطرت تقريباً عليه، ولكن من حسن الحظ كان ذلك في مصلحة الامبراطورية. ولم يكن تاثيرها، مع ذلك، حسناً كليا، ذلك بأنها كانت تؤثر بنعمها من لا يستحقون ذلك. وتمثلها بعض رسوم المصنوعة بالفسيفساء في ذلك العصر واقفة بالقرب من زوجها.
ولدت ثيودورا سنه 500م بالقسطنطينية (حاليًا إسطنبول في تركيا) وهي ابنه أحد القبارصة وكان أبوها يعمل في السيرك. وكانت ثيودورا على حد وصف بروكوبيوس المؤرخ المعاصر لهذه الفترة وصاحب كتاب التاريخ السري أنها مصدر التسلية بالقسطنطينية ومصدر العار للقسطنطينية ويقول أن من يلتقى ثيودورا في الطريق يتمنى الاقتراب منها ويسارع بالابتعاد عنها ثم صارت ممثلة، تثير مشاعر أهل القسطنطينية، وتدخل البهجة في قلوبهم بتمثيل المسرحيات الصامتة الخليعة. ثم ولدت أبناً غير شرعي، وصارت عشيقة رجل سوري يدعى هسبولوس Hecebolus ثم هجرها هذا العشيق، واختفت عن الأعين فترة من الزمان في الإسكندرية، عادت بعدها إلى الظهور في القسطنطينية فقيرة ولكنها عفيفة شريفة، تكسب قوتها بغزل الصوف، ثم أحبها جستنيان، فاتخذها عشيقة له، ثم تزوج بها وجعلها ملكة.

## زواجها من الإمبراطور جستنيان
تزوج الإمبراطور جستنيان من ثيودورا على الرغم من انه بلغ 39 أو 40 سنه وثيودورا كانت تبلغ 20 سنه فقط وأيضا استطاع الإمبراطور جستنيان ان يقنع خاله الإمبراطور جستن الأول بأن يصدر قرار من مجلس الشيوخ بالسماح لأعضاء مجلس الشيوخ (السانتو) بالزواج من عاهرات وبنات الطبقات الدنيا وكان قبل ذلك محرما. وعند عودة ثيودورا من الإسكندرية تزوجها جستنيان سنه 522م وبعد تولى جستنيان عرش الإمبراطورية ظهرت قوة ثيودورا وذكائها مثل موقفها في ثورة نيقيا وأيضًا حبها للخير والعطف على الفقراء. واستطاعت ثيودورا أن تقنع زوجها الإمبراطور جستنيان أن يصدر مرسوم ينص أن تعتبر المرأة التي تعمل بالمسرح وغيرها من هذه الأماكن مساويةً لجميع النساء الأخريات
وجهت ثيودورا عنايتها في آخر حياتها لدراسة الدين، وكانت تناقش زوجها في طبيعة المسيح. فقد كان جستنيان يبذل غاية جهده ليوحد الكنيستين الشرقية والغربية لاعتقاده أن الوحدة الدينية لابد منها لوحدة الإمبراطورية. غير أن ثيودورا لم تكن تستطيع أن تفهم وجود طبيعتين في المسيح. وإن لم تجد صعوبة ما في وجود ثلاثة أقانيم في الله. ومن أجل هذا اعتنقت مذهب اليعاقبة، وهي تعلم أن الشرق لا يمكن أن يخضع للغرب في هذه العقيدة. لكنها كانت ترى أن قوة الإمبراطورية ومستقبلها إنما يعتمدان على ولايتها الغنية في آسيا وسوريا، ومصر، لا على ولايتها الغربية التي خربها البرابرة وأهلكتها الحروب. وكان لها الفضل في تخفيف حدة تعصب جستنيان للمذهب الديني الأصيل، وبسطت حمايتها على الخارجين على هذا المذهب، وتحدت البابوية، وشجعت خفية قيام كنيسة يعقوبية مستقلة في الشرق ؛ ولم تترد في سبيل تحقيق هذه الغايات في أن تعارض بكل ما تستطيع من قوة الإمبراطور والبابا على السواء.

## ثورة نيكا
بلغ خطر حزب الخضر وحزب الزرق أشده في ثورة نيكا سنة 532م, وبالتالي لم يكن جستنيان في مركز يمكنه من الالتفات لمشاريعه الكبري قبل سنة 532 أي قبل القضاء علي الخطر الداخلي وتلافي خطر الفرس. وبالرغم من التنافس السابق بين الحزبين (الخضر والزرق) فقد وحدا صفوفهما ضد جستنيان واخذ أنصارهما يعيثون في القسطنطينية فسادا، بل وتمكنوا من التغلب علي بعض القوات الحكومية، وقد تحرج مركز جستنيان لدرجة أنه فكر في الفرار من القسطنطينية ولكن عارضتهم الامبراطوره ثيودورا وقالت: “في مثل هذه الظروف التي نواجها ….. ليس لدينا الوقت لمناقشه هل على المرآه ان تسكت إذا ما تحدث الرجال ام لا …. ورأى ان هذا الوقت ليس مناسبا للفرار.. حتى لو في ذلك الامان كله … فليس هناك شيء مضمون … وكلنا يعلم ان لكل مولود يوم سيودع فيه الحياة … لكن ليس من اللائق على من أصبح امبراطورا ان يسمى بعد ذلك هاربا …. وانى لن اتخلى ابدا عن العباءة الإمبراطورية والان ان شئت ان تنجو بنفسك فليس ذلك صعبا ولا شيء يمنعك فالمال وفير والبحر وسيع والسفن كثيره على الشاطئ اما انا فانى لن سأتمسك بالقول القديم ان العباءة الإمبراطورية خير الاكفان “.
قالت ثيودورا هذه الكلمات التي كان مفعولها كالسحر على الحاضرين وخاصه جستنيان وبدء يخطط في القضاء على الثورة. امر جستنيان قائده نارسيس باستمالة رؤساء الأحزاب بالأموال والهدايا وخاصه زعماء الزرق وفعلا نجح في ذلك وانسحب الزرق من الهبدروم. جمع بليزاريوس جيوشه وحاصر المتظاهرين في الهبدروم واحدث فيهم مذبحه مروعه ذهب ضحيتها على اقل تقدير ثلاثون الف رجل كما ذكر بروكوبيوس ويذكر أحد المؤرخين مثل زوناراس ان عدد القلته كان اربعين الف، اما عن هيباتيوس الذي نادا الشعب به امبراطورا فقد قبض عليه وكان من رأى ثيودورا قتله وبالفعل امر جستنيان بقطع رأسهما وبعد هذه الثورة أصبحت ثيودورا مسيطره على شئون الحكم.